# Волынкин, Иван Кириллович
Ива́н Кири́ллович Волы́нкин (род. 11 марта 1959) — российский дипломат. Чрезвычайный и полномочный посол (2019).

## Биография
Окончил МГИМО МИД СССР (1981). На дипломатической работе с 1981 года. Владеет сербским и английским языками.
- В 1981—1987 годах — сотрудник посольства СССР в Югославии.
- В 1991—1996 годах — сотрудник посольства России в Югославии.
- В 1999—2002 годах — сотрудник генерального консульства России в Сан-Франциско (США).
- В 2003 году — сотрудник посольства России в Сербии и Черногории, сотрудник миссии ОБСЕ в Сербии и Черногории.
- В 2005—2008 годах — советник-посланник посольства России в Грузии.
- С августа по ноябрь 2008 года — советник-посланник посольства России в Македонии.
- В 2009—2013 годах — помощник министра иностранных дел России С. В. Лаврова, заместитель директора Генерального секретариата (департамента) МИД России.
- С 21 марта 2013 по 6 апреля 2018 года — чрезвычайный и полномочный посол России в Армении[1][2]. Верительные грамоты вручил 25 мая 2013 года[3].
- В 2018—2023 годах — директор Консульского департамента МИД России.
- С 6 апреля 2023 года — чрезвычайный и полномочный посол России в Туркменистане[4].

## Дипломатический ранг
- Чрезвычайный и полномочный посланник 2 класса (24 октября 2007)[5].
- Чрезвычайный и полномочный посланник 1 класса (4 июня 2014)[6].
- Чрезвычайный и полномочный посол (1 октября 2019)[7]

## Семья
Женат, имеет взрослых сына и дочь.

## Награды
- Орден Дружбы (10 сентября 2017) — за большой вклад в реализацию внешнеполитического курса Российской Федерации[8].
- Орден Дружбы (Армения, 3 апреля 2018) — за значительный вклад в развитие дипломатических отношений между Республикой Армения и Российской Федерацией, укрепление дружбы армянского и российского народов[9].
- Орден Почёта (2 мая 2024) — за большой вклад в реализацию внешнеполитического курса Российской Федерации и многолетнюю добросовестную дипломатическую службу[10].
- Памятный серебряный знак Туркменистана «Magtymguly Pyragynyň 300 ýyllygyna» (Туркменистан, 10 декабря 2024) — за особые заслуги в возрождении культурного наследия и исконных духовных ценностей туркменского народа, изучении, бережном сохранении, популяризации и донесении потомкам творческого наследия поэта-классика туркменской литературы, великого мыслителя Махтумкули Фраги, в наращивании культурных связей независимого нейтрального Туркменистана с государствами планеты и международными организациями, в сближении и обогащении культур, укреплении уз дружбы и сотрудничества между народами в эру Возрождения новой эпохи могущественного государства, а также по случаю 300-летия туркменского поэта-классика Махтумкули Фраги[11].